# 卵萼红景天
卵萼红景天（学名：Rhodiola ovatisepala）为景天科红景天属的植物。分布于缅甸、锡金、不丹、尼泊尔以及中国大陆的西藏等地，生长于海拔2,700米至4,200米的地区，常生于树干上、山坡石上以及苔藓丛中，目前尚未由人工引种栽培。

## 异名
- Rhodiola ovatisepala (Hamet) S. H. Fu var. chingii S. H. Fu